# Asbecesta
Asbecesta is een geslacht van kevers uit de familie bladkevers (Chrysomelidae).
De wetenschappelijke naam van het geslacht werd in 1877 gepubliceerd door Edgar von Harold.

## Soorten
- Asbecesta antennalis Weise, 1912
- Asbecesta apicalis Laboissiere, 1931
- Asbecesta beirnaerti Laboissiere, 1938
- Asbecesta bifasciata Laboissiere, 1919
- Asbecesta biplagiata Jacoby, 1895
- Asbecesta bryanti Bryant, 1958
- Asbecesta capensis Allard, 1888
- Asbecesta carinata Laboissiere, 1931
- Asbecesta cincta Weise, 1905
- Asbecesta cinctipennis Weise, 1912
- Asbecesta coerulescens Weise, 1906
- Asbecesta commoda Weise, 1906
- Asbecesta congoensis Laboissiere, 1929
- Asbecesta costalis Weise, 1912
- Asbecesta cyanipennis Harold, 1877
- Asbecesta dimidiaticornis Jacoby, 1903
- Asbecesta duvivieri Jacoby, 1899
- Asbecesta feai Laboissiere, 1937
- Asbecesta festiva Laboissiere, 1919
- Asbecesta fulvicornis Jacoby, 1895
- Asbecesta fulviventris Weise, 1895
- Asbecesta gyldenstolpei Weise, 1924
- Asbecesta hintzi Weise, 1901
- Asbecesta icterica Weise, 1902
- Asbecesta kibonotensis Weise, 1909
- Asbecesta laeta Weise, 1905
- Asbecesta lesnei Laboissiere, 1931
- Asbecesta marginata Jacoby, 1899
- Asbecesta melanocephala Jacoby, 1895
- Asbecesta monardi Laboissiere, 1931
- Asbecesta nigricollis Bryant, 1958
- Asbecesta nigripennis Weise, 1909
- Asbecesta nigripes Weise, 1915
- Asbecesta nigropalpa Laboissiere, 1937
- Asbecesta occipitalis Laboissiere, 1931
- Asbecesta ornata Jacoby, 1900
- Asbecesta ornaticollis Jacoby, 1900
- Asbecesta pectoralis Jacoby, 1895
- Asbecesta perlexa Allard, 1888
- Asbecesta pilifera Weise, 1909
- Asbecesta polita Jacoby, 1899
- Asbecesta punctata Laboissiere, 1919
- Asbecesta purpureipennis Bryant, 1959
- Asbecesta quadripustulata Laboissiere, 1940
- Asbecesta robusta Weise, 1912
- Asbecesta rufobasalis Jacoby, 1903
- Asbecesta semicincta Laboissiere, 1919
- Asbecesta senegalensis Allard, 1888
- Asbecesta sobrina Weise, 1905
- Asbecesta terminalis Weise, 1905
- Asbecesta unicostata (Jacoby, 1895)
- Asbecesta usambarica Weise, 1901
- Asbecesta variabilis Weise, 1895
- Asbecesta verticalis Laboissiere, 1937
- Asbecesta vicina Weise, 1903
- Asbecesta wittei Laboissiere, 1939